# Клаліт (лікарняна каса)

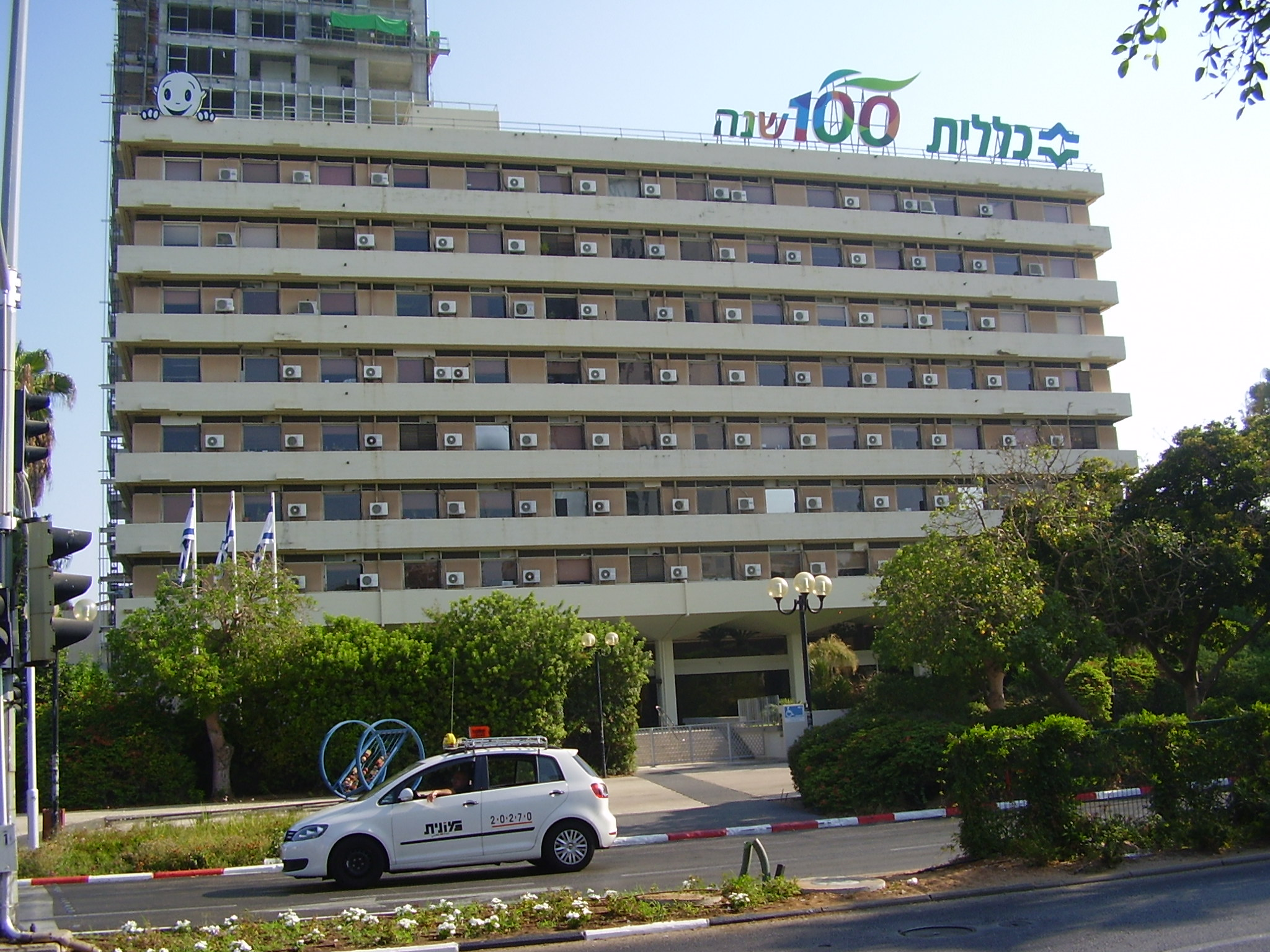
Будинок управління лікарняної каси «Клалит» в Тель-Авіві.

Лікарняна каса «Клаліт» (івр. ‏שירותי בריאות כללית‏‎) — найбільша лікарняна каса (об'єднання, яке спеціалізується на наданні медичної допомоги) в Ізраїлі. Перша за кількістю застрахованих пацієнтів в країні. Має тисячі поліклінік всіх напрямків по всьому Ізраїлю.

## Найбільші клініки «Клаліт»
- Медичний центр «Сорока» в Беер-Шеві
- Медичний центр імені Іцхака Рабина в кампусі Бейлінсон (Петах-Тіква)
- Медичний центр імені Іцхака Рабина в кампусі Голда (Петах-Тіква)
- Лікарня «Кармель» в Хайфі
- Лікарня Га-Емек в Афулі
- Лікарня «Меїр» в Кфар-Сабі
- Медичний центр «Каплан» в Реховоті
- Медичний центр Йосефталь в Ейлаті
- Лікарня ім. Іцхака Левінштейна
- Дитячий медичний центр Шнайдера* Психіатрична лікарня Геа
- Медичний Центр «Герцлія» приватний медичний центр, розташований в місті Герцлія